# Kermaria-Sulard
Kermaria-Sulard [kɛʁmaʁja sylaʁ] est une commune française du département des Côtes-d'Armor, en région Bretagne.
Ses habitants sont appelés les Kermarianais.

## Géographie
| Louannec | Trélévern       | Camlez    |
|          | Kermaria-Sulard |           |
| Rospez   | Trézény         | Coatréven |

### Hydrographie
Pour un article plus général, voir Réseau hydrographique des Côtes-d'Armor.
La commune est située dans le bassin Loire-Bretagne. Elle est drainée par le Dourdu,.

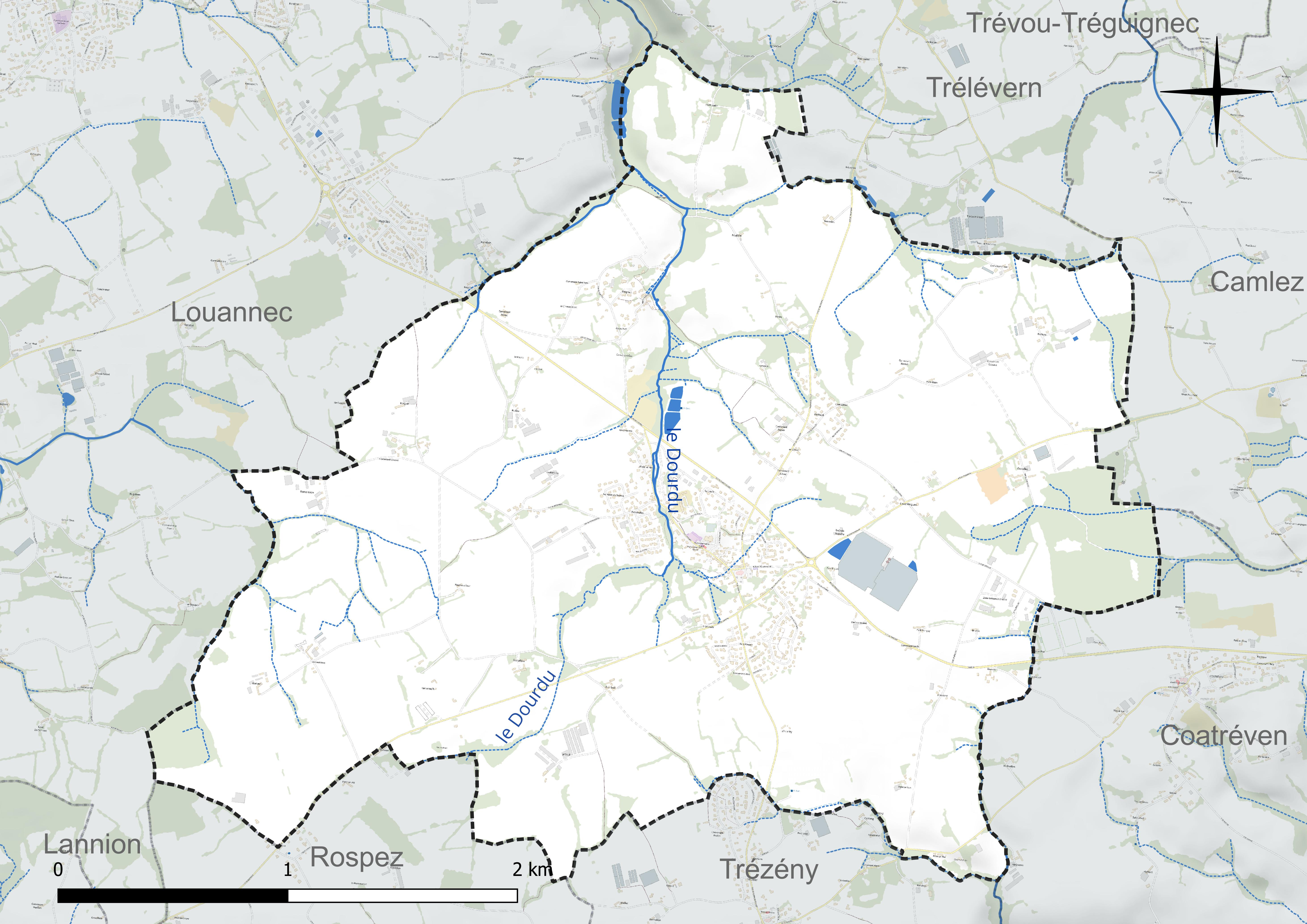
Réseau hydrographique de Kermaria-Sulard.

### Climat
Pour des articles plus généraux, voir Climat de la Bretagne et Climat des Côtes-d'Armor.
En 2010, le climat de la commune est de type climat océanique franc, selon une étude du CNRS s'appuyant sur une série de données couvrant la période 1971-2000. En 2020, Météo-France publie une typologie des climats de la France métropolitaine dans laquelle la commune est exposée à un climat océanique et est dans la région climatique Finistère nord, caractérisée par une pluviométrie élevée, des températures douces en hiver (6 °C), fraîches en été et des vents forts. Parallèlement l'observatoire de l'environnement en Bretagne publie en 2020 un zonage climatique de la région Bretagne, s'appuyant sur des données de Météo-France de 2009. La commune est, selon ce zonage, dans la zone « Intérieur  », exposée à un climat médian, à dominante océanique.
Pour la période 1971-2000, la température annuelle moyenne est de 11,1 °C, avec une amplitude thermique annuelle de 10,2 °C. Le cumul annuel moyen de précipitations est de 883 mm, avec 14,4 jours de précipitations en janvier et 7,9 jours en juillet. Pour la période 1991-2020, la température moyenne annuelle observée sur la station météorologique la plus proche, située sur la commune de Lannion à 7 km à vol d'oiseau, est de 11,6 °C et le cumul annuel moyen de précipitations est de 929,5 mm,. Pour l'avenir, les paramètres climatiques de la commune estimés pour 2050 selon différents scénarios d’émission de gaz à effet de serre sont consultables sur un site dédié publié par Météo-France en novembre 2022.

## Urbanisme

### Typologie
Au 1er janvier 2024, Kermaria-Sulard est catégorisée commune rurale à habitat dispersé, selon la nouvelle grille communale de densité à 7 niveaux définie par l'Insee en 2022.
Elle appartient à l'unité urbaine de Lannion, une agglomération intra-départementale dont elle est une commune de la banlieue,. Par ailleurs la commune fait partie de l'aire d'attraction de Lannion, dont elle est une commune de la couronne,. Cette aire, qui regroupe 40 communes, est catégorisée dans les aires de 50 000 à moins de 200 000 habitants,.

### Occupation des sols
L'occupation des sols de la commune, telle qu'elle ressort de la base de données européenne d’occupation biophysique des sols Corine Land Cover (CLC), est marquée par l'importance des territoires agricoles (88,8 % en 2018), en diminution par rapport à 1990 (91,6 %). La répartition détaillée en 2018 est la suivante :
terres arables (51,8 %), zones agricoles hétérogènes (37,1 %), zones urbanisées (6,7 %), forêts (4,5 %). L'évolution de l’occupation des sols de la commune et de ses infrastructures peut être observée sur les différentes représentations cartographiques du territoire : la carte de Cassini (XVIIIe siècle), la carte d'état-major (1820-1866) et les cartes ou photos aériennes de l'IGN pour la période actuelle (1950 à aujourd'hui).

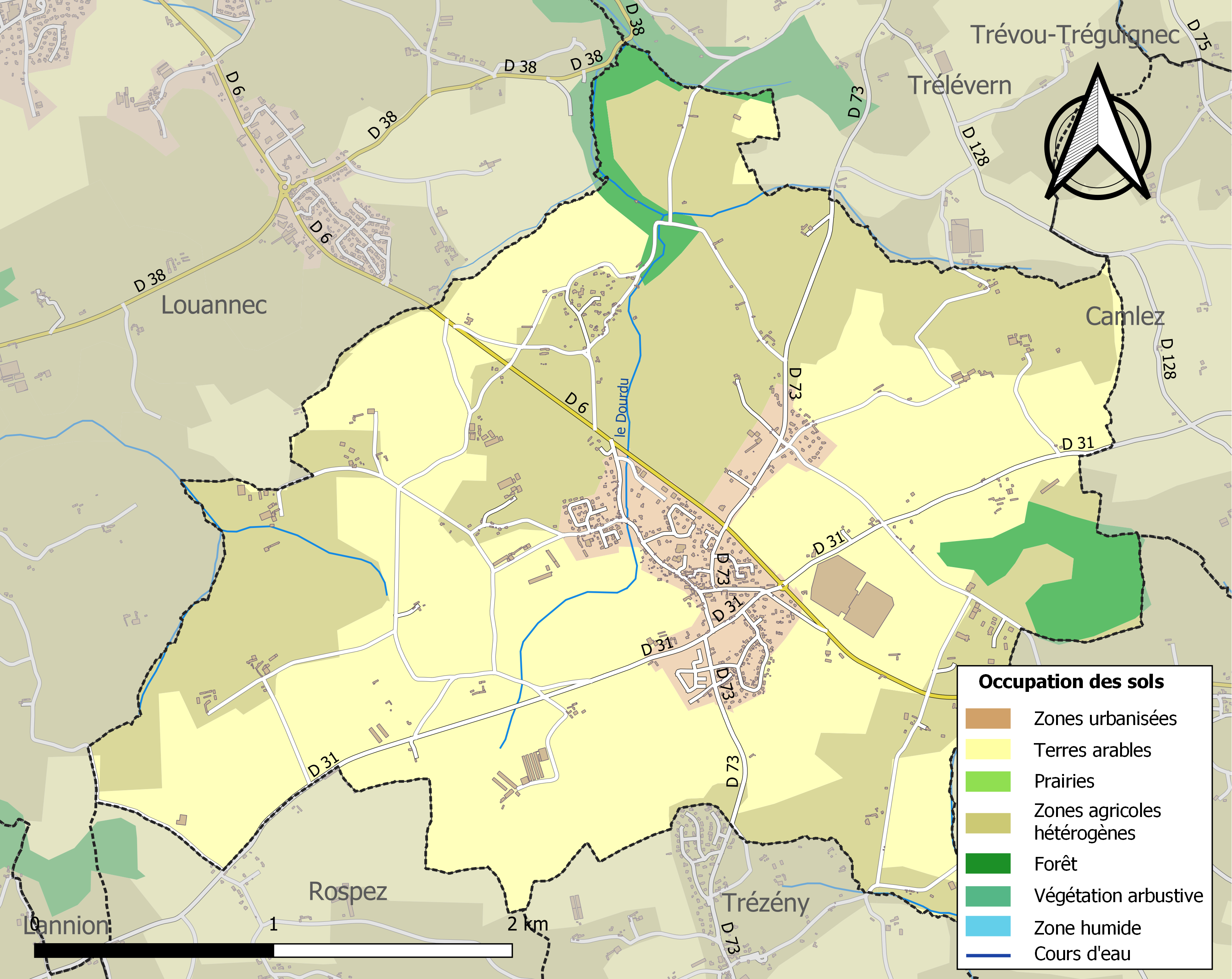
Carte des infrastructures et de l'occupation des sols de la commune en 2018 (CLC).

## Toponymie
Le nom de la localité est attesté sous les formes Ville Beate Marie Insuler, Kermaria en 1330, Kermaria an Sullar en 1399, Kermaria en Sular en 1427, Kermaria en Suler en 1438 et en 1464, Kermaria en Sular en 1481, Kermaria Sullar au XVIIe siècle et Kermaria-Sulard dès 1782.
Kermaria-Sulard vient du breton ker (« village »), maria (« la Vierge Marie ») et  sulard de [suler], du latin solarium (« endroit ensoleillé »).

## Histoire

### LeXXesiècle

#### Les guerres duXXesiècle
Le monument aux morts porte les noms de 36 soldats morts pour la Patrie :
- 28 sont morts durant la Première Guerre mondiale ;
- 8 sont morts durant la Seconde Guerre mondiale.

## Politique et administration
| Période                                  | Période              | Identité                     | Étiquette | Qualité                                   |
| ---------------------------------------- | -------------------- | ---------------------------- | --------- | ----------------------------------------- |
| Les données manquantes sont à compléter. |                      |                              |           |                                           |
| ca. 1936                                 |                      | Paul Queffeulou              |           | Cultivateur                               |
| ca. 1947                                 | mai 1953             | M. Le Rallec                 |           |                                           |
| mai 1953                                 | mars 1959            | Yves Adam                    |           |                                           |
| mars 1959                                | mars 1971            | Jean Le Calvez               |           |                                           |
| mars 1971                                | mars 1977            | Jean-Pierre Prat             |           |                                           |
| mars 1977                                | octobre 1982 (décès) | Pierre Mordellès (1913-1982) |           | Retraité                                  |
| décembre 1982                            | mars 1983            | Jean-Pierre Prat             |           | Ancien premier adjoint, maire par intérim |
| mars 1983                                | mars 2014            | Daniel Le Philippe           | DVD       | Commerçant retraité                       |
| mars 2014                                | 26 mai 2020          | Dominique Boitel             | DVD       | Retraité du tourisme                      |
| 26 mai 2020                              | En cours             | Pierre Houssais,             |           | Enseignant retraité                       |

### Jumelages
Kermaria-Sulard est jumelée avec Muhlbach-sur-Munster en Alsace.

## Démographie
| 1793 | 1800 | 1806 | 1821 | 1831 | 1836 | 1841 | 1846  | 1851  |
| ---- | ---- | ---- | ---- | ---- | ---- | ---- | ----- | ----- |
| 750  | 703  | 819  | 781  | 870  | 956  | 975  | 1 038 | 1 017 |

| 1856 | 1861 | 1866  | 1872 | 1876 | 1881 | 1886 | 1891 | 1896 |
| ---- | ---- | ----- | ---- | ---- | ---- | ---- | ---- | ---- |
| 974  | 983  | 1 008 | 981  | 962  | 915  | 888  | 797  | 766  |

| 1901 | 1906 | 1911 | 1921 | 1926 | 1931 | 1936 | 1946 | 1954 |
| ---- | ---- | ---- | ---- | ---- | ---- | ---- | ---- | ---- |
| 821  | 835  | 765  | 731  | 816  | 670  | 607  | 619  | 514  |

| 1962 | 1968 | 1975 | 1982 | 1990 | 1999 | 2006 | 2008 | 2013 |
| ---- | ---- | ---- | ---- | ---- | ---- | ---- | ---- | ---- |
| 537  | 478  | 460  | 632  | 648  | 745  | 911  | 958  | 994  |

| 2018  | 2022  | - | - | - | - | - | - | - |
| ----- | ----- | - | - | - | - | - | - | - |
| 1 053 | 1 106 | - | - | - | - | - | - | - |

## Culture locale et patrimoine

### Lieux et monuments

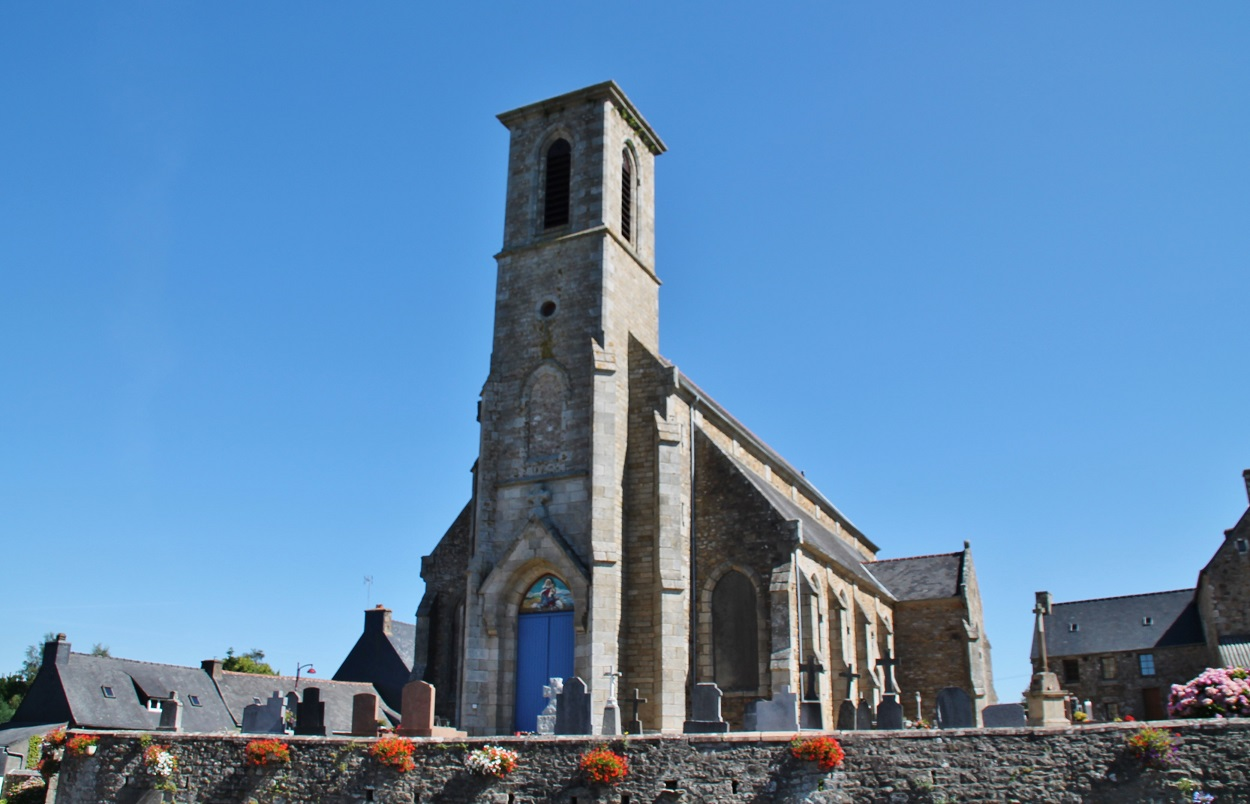
L'église de Kermaria-Sulard.

L'église Notre-Dame-de-la-Joie.

### Personnalités liées à la commune
- La famille de Kerimel, originaire du lieu-dit du même nom situé sur le territoire de Kermaria-Sulard.
- Marzhenn, grande championne de la race Armoricaine, première championne nationale depuis 1963, élevé au GAEC PONT GUEN[23]

### Héraldique
| Blason de Kermaria-Sulard | Blason  | D'argent à trois fasces de sable, au lion d'or brochant. DeviseJoie et Fraternité                    |
| Blason de Kermaria-Sulard | Détails | Inspiré des armes de la famille de Kerimel, originaire de Kermaria-Sulard. Adopté le 2 février 2018. |